# زیردریایی یو-۱۰ (۱۹۳۵)
زیردریایی یو-۱۰ (۱۹۳۵) (به انگلیسی: German submarine U-10 (1935)) یک زیردریایی بود که طول آن ۴۲٫۷۰ متر (۱۴۰ فوت ۱ اینچ) بود. این زیردریایی در سال ۱۹۳۵ ساخته شد.